# シンシアのクリスマス
『シンシアのクリスマス』は、南沙織初のクリスマス企画盤。1975年11月21日発売。発売元はCBSソニー。

## 解説
- 初めてのクリスマス企画盤。サブタイトルは「A Merry X'mas from Cynthia」。なお、EPサイズでリリースされている。
- クリスマス・ソングのスタンダード・ナンバーを中心に、エルヴィス・プレスリーのカヴァーなども収録。「サンタが街にやってくる」のみ、英語そのままの詞で歌われている。
- 17thシングル「ひとねむり」と同時発売となった。
- アルバム単体作品としてはCD復刻化はされていないが、全楽曲が2000年6月7日発売の30周年CD-BOX『CYNTHIA ANTHOLOGY』で初CD化された。「ブルー・クリスマス」のみ、ソニーミュージックのインターネット・サイト「Sony Music Shop」で現行販売されている6枚組CD-BOX『Cynthia Memories』にも収録されている。

## 収録曲

### Side A
1. 聖夜 （きよし このよる）
  - 作詞・作曲: F.Gruber 、編曲: 林哲司
2. サンタが街にやってくる
  - 作詞: H.Gillespie 、作曲: J.F.Coots 、編曲: 萩田光雄

### Side B
1. ジングル・ベル
  - 作詞・作曲: J.Pierpont 、訳詞: 音羽たかし 、編曲: 萩田光雄
2. ブルー・クリスマス
  - 作詞・作曲: J.Johnson 、訳詞: 中里綴 、編曲: 林哲司

## 関連人物
- エルヴィス・プレスリー